# 舜帝庙遗址
舜帝庙遗址位于湖南省宁远县九疑瑶族乡玉琯岩前，始于秦汉时期，为唐、宋两朝祭祀舜帝的陵庙遗址，是已知时代最早的舜帝陵庙。2006年5月公布为全国重点文物保护单位。

## 布局
考古遗址位于山间盆地，呈南北向、东西向叠压，南北依次为寝殿、正殿、六宗殿、配享殿、厢房。正殿和两边厢房为九开间、五进式，符合帝陵的建筑规制。宋代舜帝陵庙的建筑基址之下，还叠压了唐代舜帝陵庙建筑遗址，以及汉代的建筑遗址。

## 历史
舜是中国传说中的五帝之一，传说舜南巡狩，崩于苍梧之野，葬于江南九疑。最早的舜庙建于夏朝；舜帝庙遗址建于秦代，旧址在玉琯岩旁；现舜帝庙是明洪武年间由玉琯岩搬迁而来，位于舜源峰北麓。
中华人民共和国成立后，1956年湖南省人民政府公布舜庙为省级重点文物保护单位，此时的舜帝陵建筑，仅剩几栋破旧的房屋和50几通碑。文化大革命期间，舜帝陵被毁，舜陵高原围墙及其它房舍的砖墙被拆去建集体猪场，石碑被移去修水渠、建小发电站。1980年起，在乐天宇等人的倡议和努力下，舜帝陵开始修复，1983年舜庙被重新公布为省级文物保护单位，1985年县文物管理所成立。

## 链接
- 舜帝庙考古遗址公园
- 古舜帝陵庙遗址考古新发现 （页面存档备份，存于）

## 脚注
1. ↑  .   [2015-09-22]. （原始内容存档于2019-07-24）.
2. ↑  . 宁远县人民政府. 2024-03-01. （原始内容存档于2024-05-20）.
3. ↑  .   [2015-09-22]. （原始内容存档于2008-06-06）.
4. ↑  《九疑山志》
5. 1 2 3  宁远县文物管理局副局长. . 上虞图书馆. （原始内容存档于2024-03-06） （中文）.
6. ↑  王行國. . 海峰出版社. 1992  [2024-05-20]. ISBN 978-962-238-193-3. （原始内容存档于2024-05-20） （中文）.